# 伊斯特拉瓦卡德拉永
伊斯特拉瓦卡德拉永是墨西哥的城市，由墨西哥州負責管轄，距離首都墨西哥城32公里，始建於1825年2月9日，面積32平方公里，海拔高度2,540米，2006年人口126,505。